# Avenue de la Division-Leclerc (Antony)
Pour les articles homonymes, voir Avenue de la Division-Leclerc.
L'avenue de la Division-Leclerc est une voie de communication d'Antony dans les Hauts-de-Seine sur le parcours de l'ancienne route nationale 20.

## Situation et accès

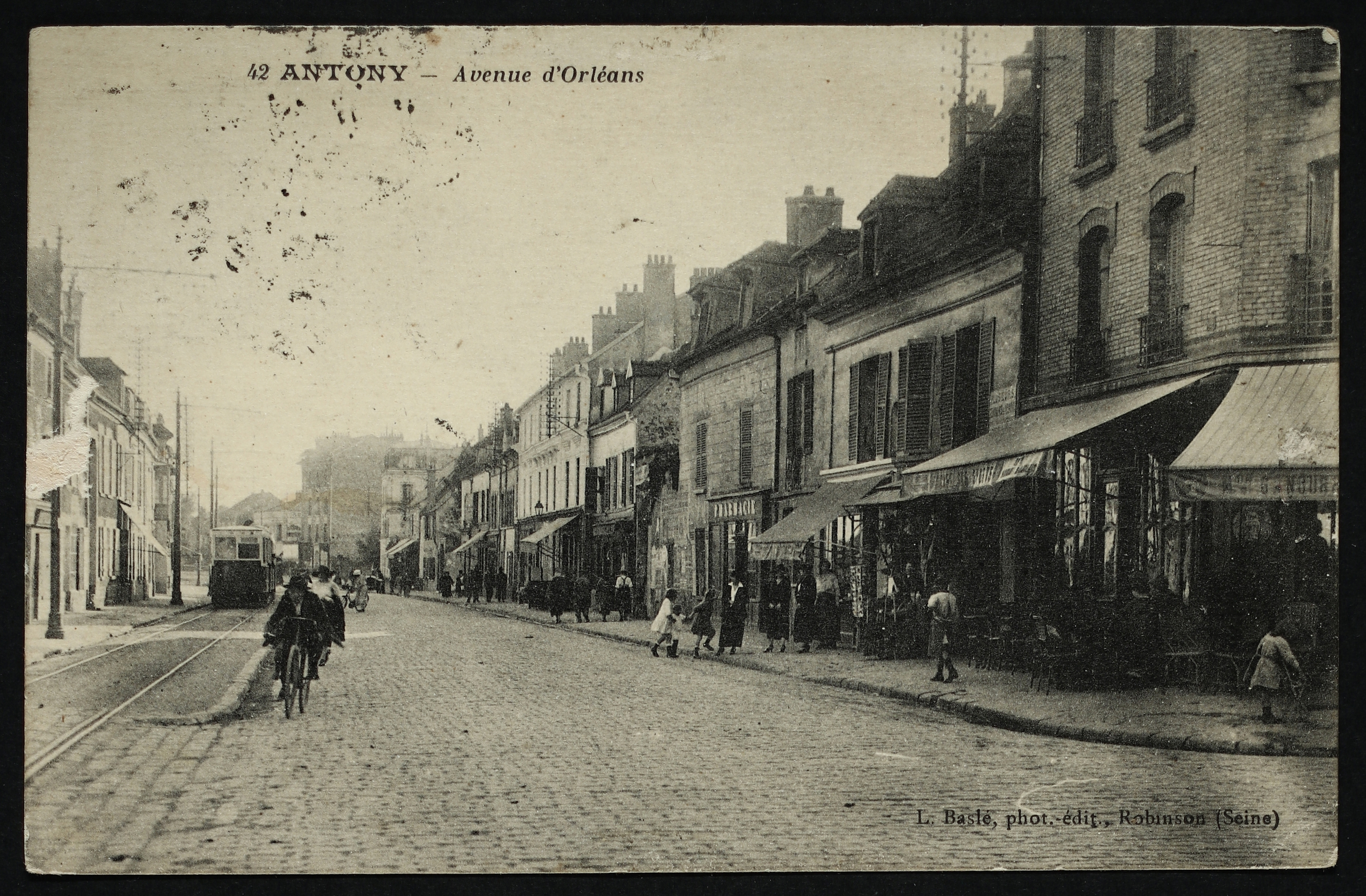
L'avenue d'Orléans vers 1900.

L'avenue de la Division-Leclerc qui va du nord au sud commence son tracé au carrefour de l'avenue Aristide-Briand, de la rue Jean-Moulin et de la rue Auguste-Mounié.
Elle rencontre notamment l'avenue Gabriel-Péri puis croise l'avenue Armand-Guillebaud, l'avenue Jean-Monnet, la rue du Chemin-de-Fer et la rue de l'Aurore. Elle franchit la ligne ferroviaire du RER C au niveau de la rue du Chemin-de-Fer.
Elle passe ensuite la bifurcation de l'avenue du Maréchal-Leclerc à Massy et de l'avenue du Président-John-Fitzgerald-Kennedy, lieudit appelé « Petit-Massy ». À partir de cet endroit, elle devient limitrophe de Massy, côté ouest, et Antony, côté est.
Après avoir marqué le début de la rue des Rabats, elle se termine au carrefour de la rue de la Saussaye à Massy et de l'avenue Léon-Jouhaux à Antony.

## Origine du nom

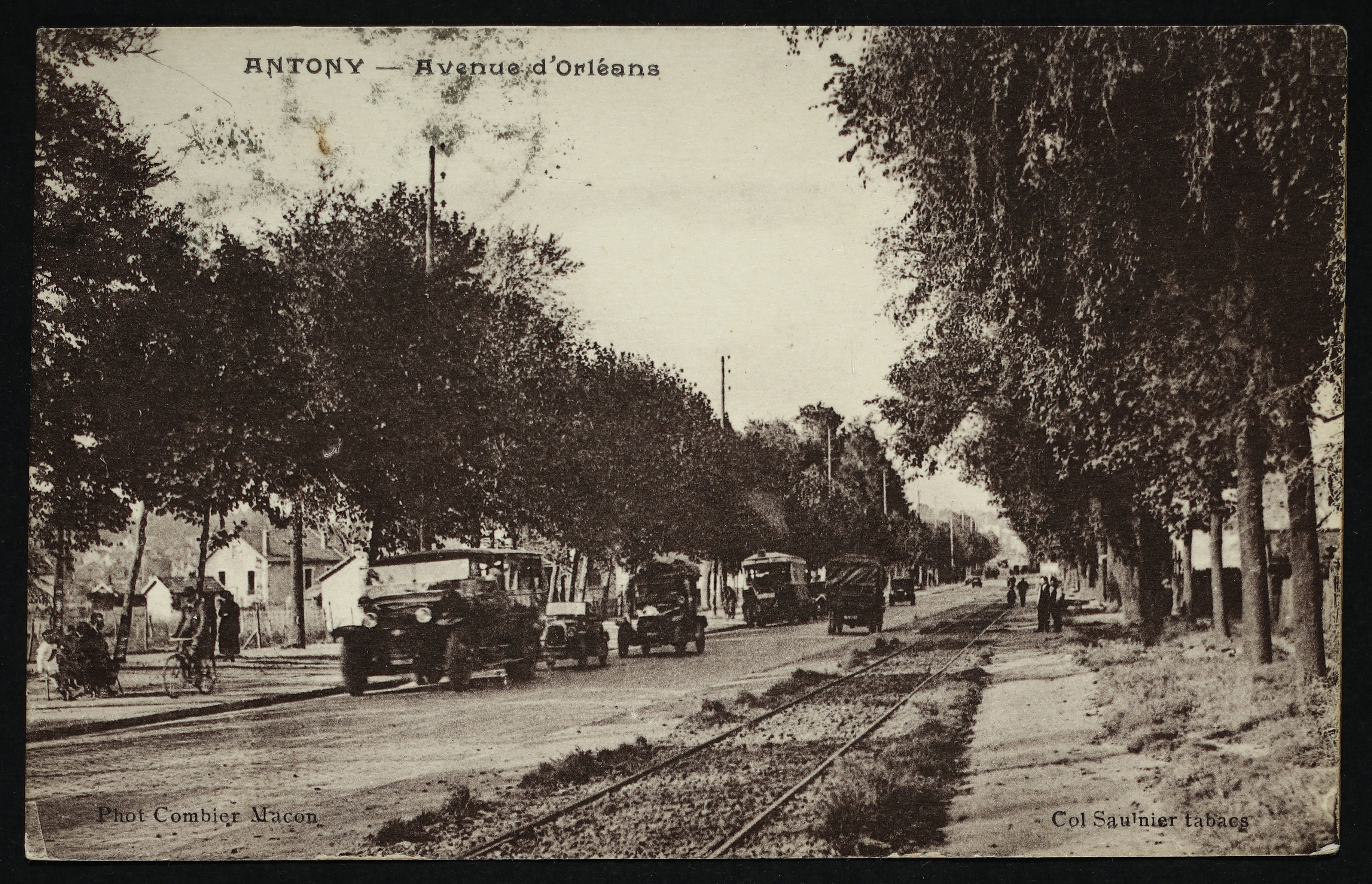
Carte postale de l'avenue d'Orléans.

Cette avenue tient son nom de la 2e division blindée, unité de la 1re armée française de l'arme blindée et cavalerie créée pendant la Seconde Guerre mondiale par le général Leclerc, qui l'inaugura le 8 avril 1945 avec Henri Lasson,.

## Historique

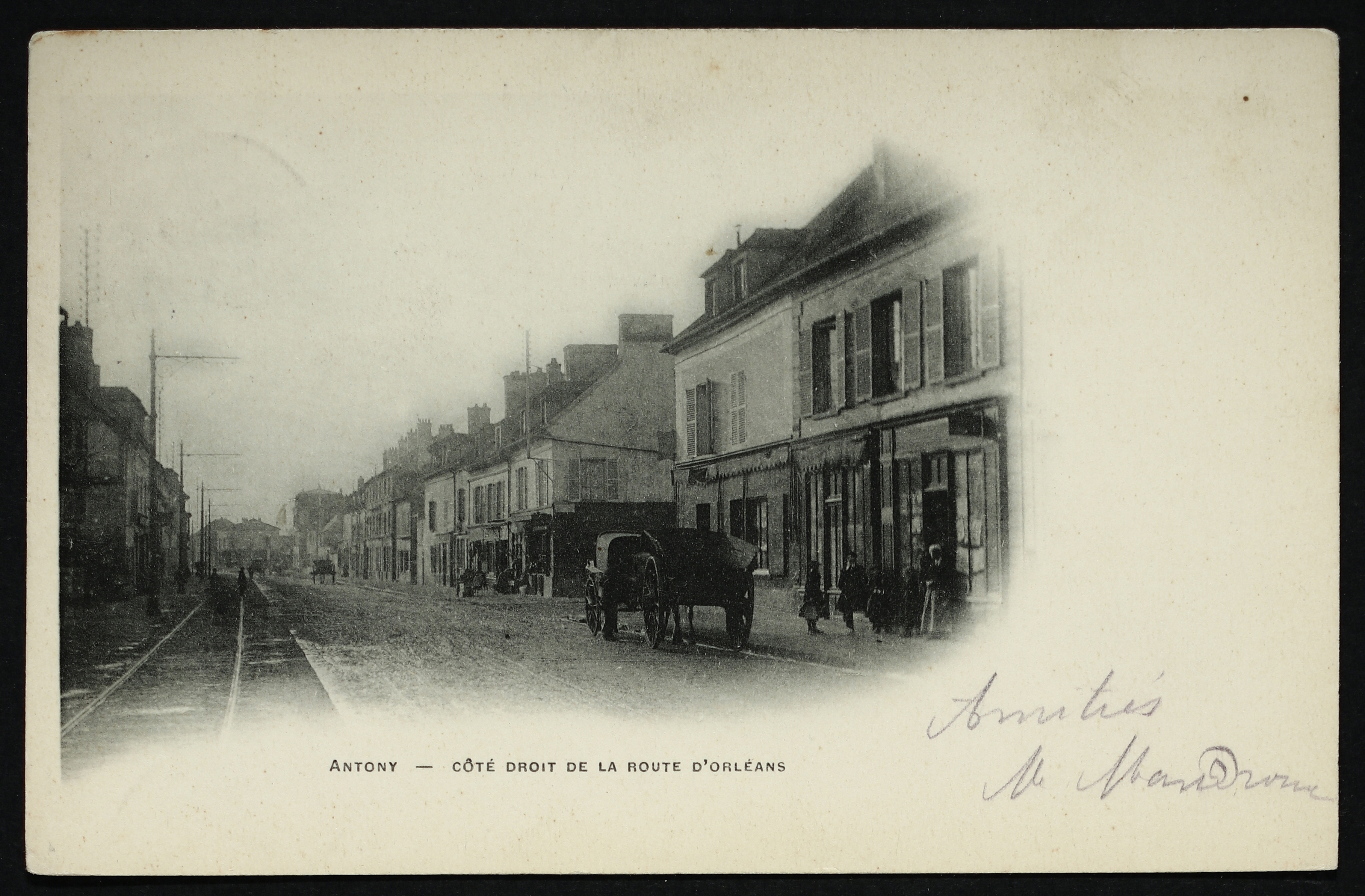
Le côté droit de la route d'Orléans.

Elle suit le parcours de la grande voie romaine qui allait de Maastricht à Barcelone, plus tard devenue la route nationale 20. Elle était localement appelée route, puis « avenue d'Orléans ».
Elle est pavée au XVIe siècle.
Le 24 août 1944, la 2e division blindée et l'armée américaine passent à cet endroit, pour libérer la ville et se diriger vers Paris.
C'est aujourd'hui un endroit essentiellement résidentiel,.

## Bâtiments remarquables et lieux de mémoire

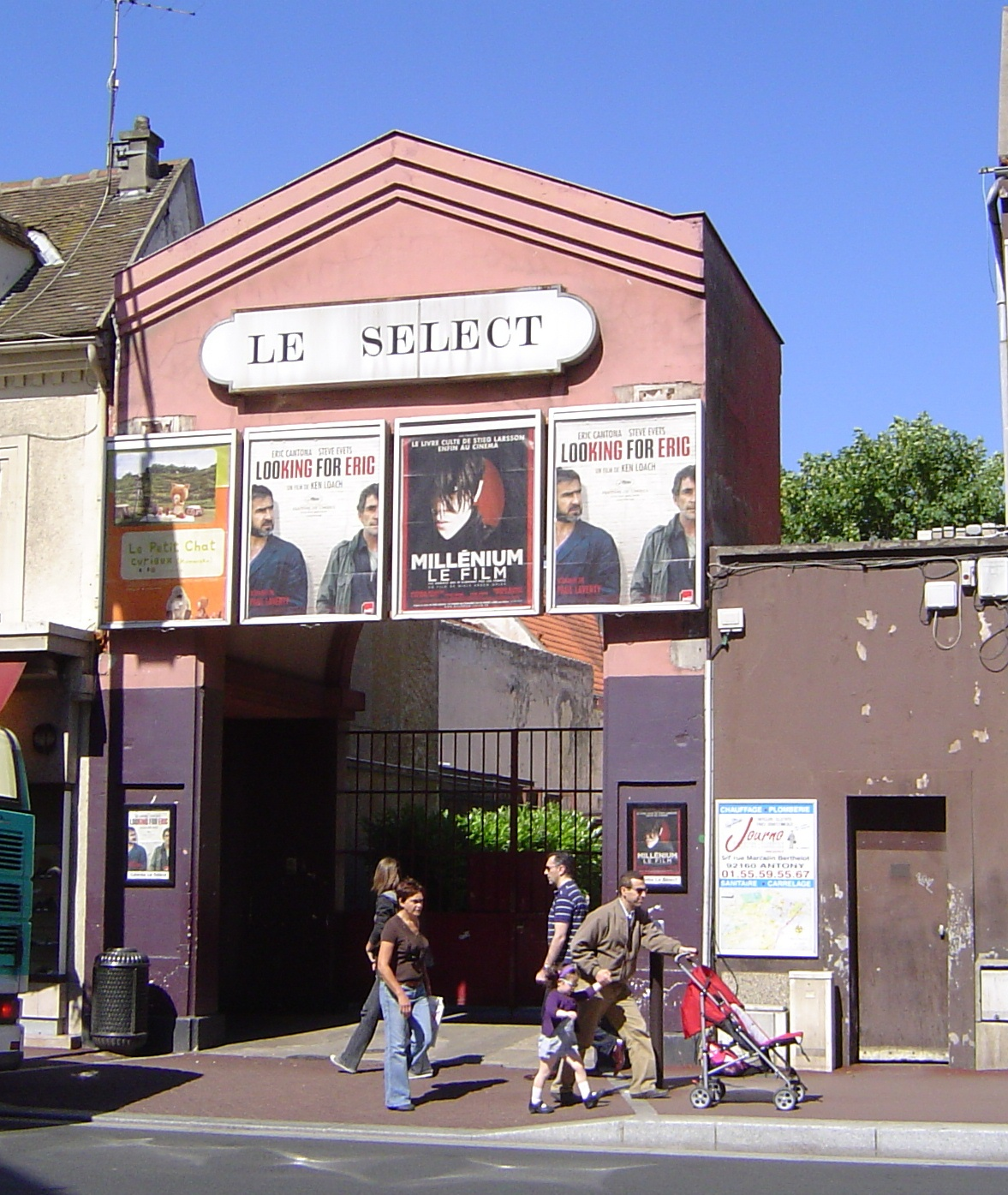
Le cinéma en mai 2009.

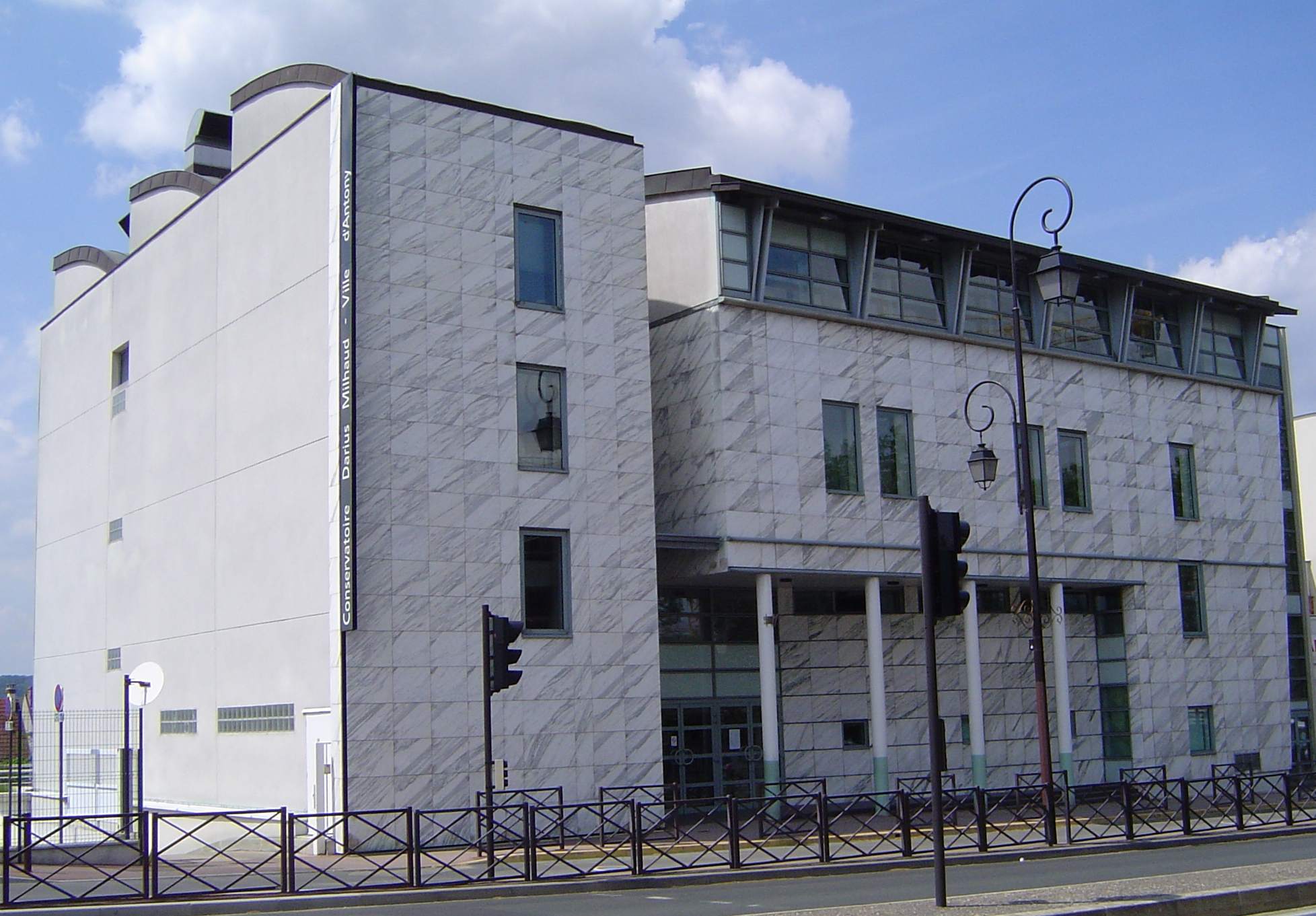
Le conservatoire Darius-Milhaud.

Du côté impair, au lieu dit « Pont d'Antony » :
- emplacement d'un ancien abreuvoir sur la Bièvre[9] ;
- monument au Général Leclerc, réalisé par les frères Jean et Joël Martel, et inauguré le 15 octobre 1950[10],[11].

Du côté pair :
- au no 10, le cinéma « L'Artistic » (1927-1933)[12] est construit en 1928. Le cinéma « Le Select » lui succède en 1933[13]. Acheté par la commune en 1981, il est rebaptisé « Le Sélect Louis-Daquin » et classé cinéma d'art et d'essai ;
- au no 140, le conservatoire Darius-Milhaud[14].

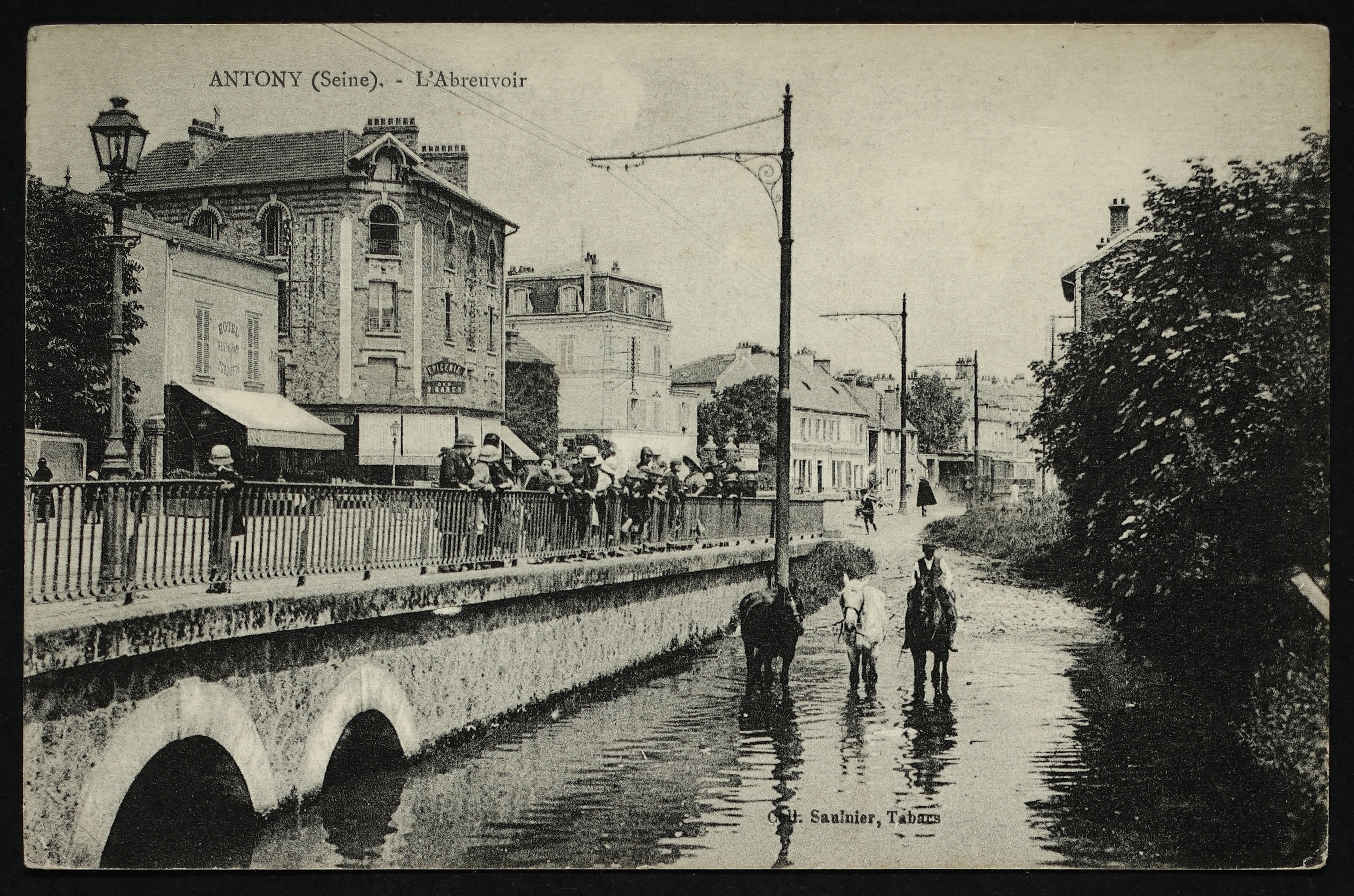
L'abreuvoir du Pont d'Antony.
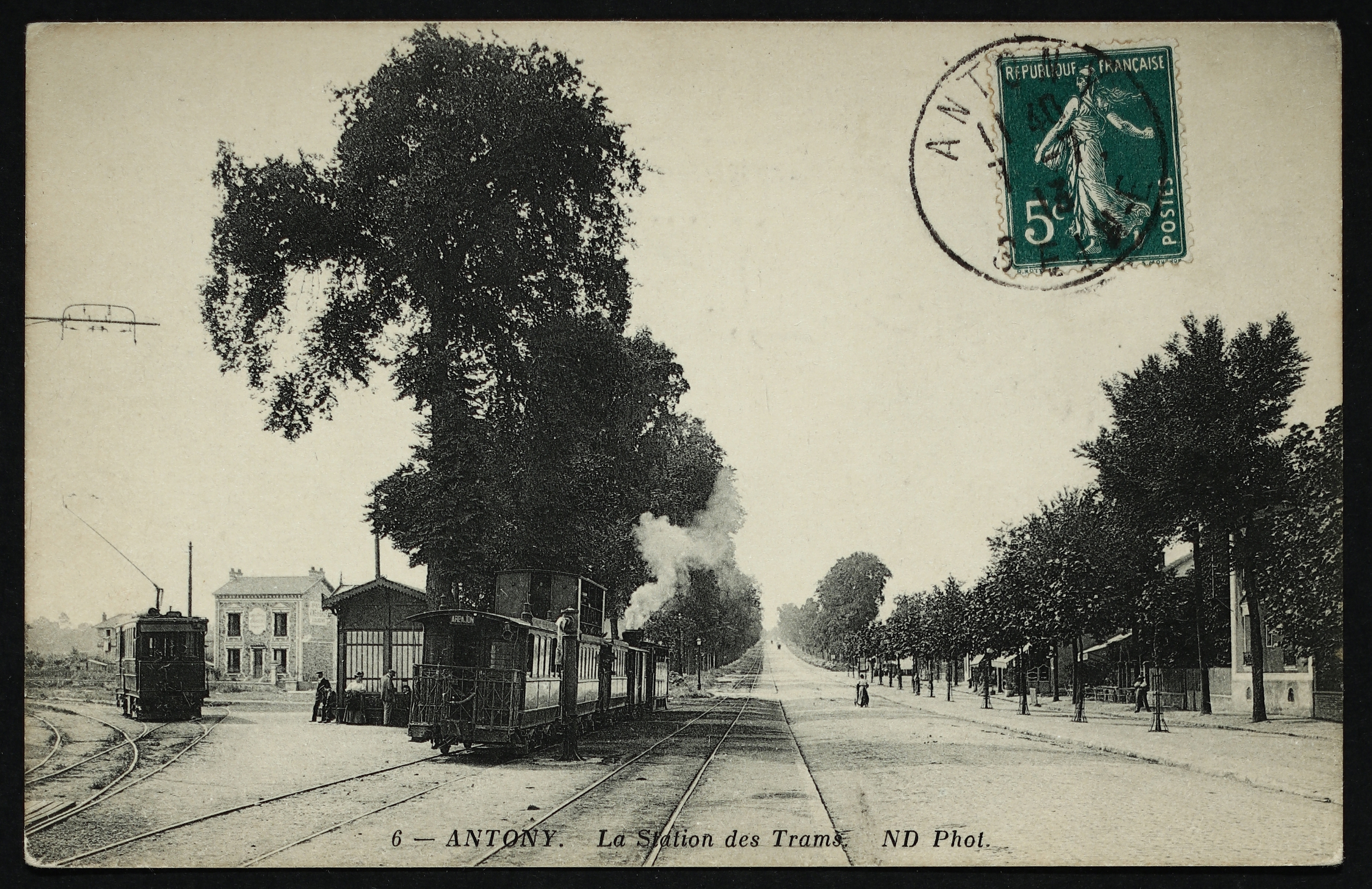
Station de tramway du Pont d'Antony.

## Pour approfondir